# Gladys Lunn
Gladys Lunn (Gladys Anne „Sally“ Lunn; * 1. Juni 1908; † 3. Januar 1988) war eine britische Leichtathletin, die ihre größten Erfolge im Mittelstrecken- und Crosslauf sowie im Speerwurf hatte.
1930 siegte sie bei den Frauen-Weltspielen über 800 m. 
1931 und 1932 siegte sie bei den beiden ersten inoffiziellen Internationalen Crosslauf-Meisterschaften. 1934 siegte sie für England startend bei den British Empire Games in London über 880 Yards sowie im Speerwurf und gewann bei den Frauen-Weltspielen Bronze über 800 m.
Bei den British Empire Games 1938 in Sydney gewann sie Bronze im Speerwurf und erreichte über 220 Yards das Halbfinale (der 880-Yards-Wettbewerb war aus dem Programm genommen worden).
Fünfmal wurde sie Englische Meisterin über 880 Yards bzw. 800 m (1930–1932, 1934, 1937), je zweimal im Meilenlauf (1936, 1937) und im Crosslauf (1931, 1932) und einmal im Speerwurf (1937).
Zweimal stellte sie eine inoffizielle Weltbestzeit über 1000 m und viermal über eine Meile auf.

## Persönliche Bestleistungen
- 880 Yards: 2:18,2 min, 16. August 1930, London (entspricht 2:17,5 min über 800 m)
- 1000 m: 3:00,6 min, 23. Juni 1934, Birmingham
- 1 Meile: 5:17,0 min, 7. August 1937, London
- Speerwurf: 36,41 min, 10. Februar 1938, Sydney